# Jaroslav Kovář (1944)
Jaroslav Kovář (* 12. srpna 1944) je bývalý československý basketbalista, účastník Mistrovství světa 1970.
S basketbalem začal ve Strakonicích. V československé basketbalové lize byl hráčem družstva Slavia VŠ Praha (1962-1971), s nímž byl čtyřikrát mistrem Československa (1965, 1966, 1970,1971) a třikrát vicemistrem (1963, 1964, 1967). V ligové soutěži zaznamenal 2614 bodů.
S týmem Slavia VŠ Praha startoval ve čtyřech ročnících Poháru evropských mistrů, v roce 1966 skončili na 2. místě, v roce 1967 na 3. místě, v letech 1970 a 1971 prohráli až v semifinále s CSKA Moskva. V soutěži FIBA - Evropský pohár vítězů pohárů odehrál dva ročníky. v roce 1968 hráli ve finále a v roce 1969 tento pohár tým vyhrál po výhře ve Vídni nad Dynamo Tbilisi (Gruzie) 80:74. V roce 1970 ve světovém poháru (International Cup 1970) tým skončil na 4. místě.
Za československou basketbalovou reprezentací hrál na Mistrovství světa 1970 v Lublani (6. místo). Celkem odehrál za reprezentační družstvo Československa 34 utkání.

## Hráčská kariéra

### Klub
- 1962-1971 Slavia VŠ Praha - 4x mistr Československa (1965, 1966, 1970, 1971), 3x vicemistr (1963, 1964, 1967, 1968), 4. místo (1968), 7. místo (1969)
- Československá basketbalová liga celkem 9 sezón a 7 medailových umístění, ve střelecké tabulce (od sezóny 1962/63 do 1992/93) je na 99. místě s počtem 2614 bodů.

Evropské poháry klubů
- Pohár evropských mistrů
  - 1965/66 - ve finále prohra s Olimpia Miláno, Itálie
  - 1966/67 - v semifinále prohra s Olimpia Miláno, Itálie 97-103, o 3. místo výhra nad Olimpija Lublaň, Slovinsko 88-83
  - 1969/70 - v semifinále prohra s CSKA Moskva 79-107, 75-113
  - 1970/71 - v semifinále prohra s CSKA Moskva 83-68, 67-94
- Pohár vítězů pohárů
  - 1967/68 - v semifinále Vorwärts Leipzig, NDR 58-57, 98-76, ve finále před 65 tisíci diváků prohra s AEK Athény, Řecko 82-89
  - 1968/69 - v semifinále Olimpija Lublaň, Slovinsko 83-76, 82-61, ve finále ve Vídni výhra nad BK Dinamo Tbilisi, Gruzie 80-74

### Československo
- Za československou basketbalovou reprezentací hrál 34 zápasů (1964-1970)
- Mistrovství světa - 1970 Lublaň (22 bodů/7 zápasů), 6. místo